# Rykka
Rykka, pseudonimo di Christina Maria Rieder (Vancouver, 13 marzo 1986), è una cantante canadese con cittadinanza svizzera. Ha rappresentato la Svizzera all'Eurovision Song Contest 2016 con la canzone The Last of Our Kind.

## Biografia
Christina Maria Rieder è nata a Vancouver, in Canada. Ha iniziato a prendere lezioni di chitarra all'età di 15 anni, e ha presto cominciato a esibirsi durante festival locali. Ha studiato voce al Vancouver Community College per due anni. Nel 2009 si è trasferita a Toronto per registrare l'album indipendente Straight Line, pubblicato l'anno successivo in Svizzera dall'etichetta Little Jig Records sotto il nome di Christina Maria. L'album è stato prodotto in collaborazione con vari artisti canadesi, tra cui David Baxter, Russel Broom, e Ryan Guldemond dei Mother Mother.
Nel 2012 Rykka ha pubblicato l'album Kodiak, sempre da Little Jig Records, assumendo per la prima volta il suo nuovo nome d'arte. L'album è stato prodotto da Ryan Guldemond dei Mother Mother con l'aiuto di Shawn Penner, Warne Livesey e Andy VanDette. L'anno successivo Kodiak è uscito in Canada sotto l'etichetta Vessen Records. Nell'estate del 2014 Rykka ha preso parte al Squamish Valley Music Festival nella sua città natale. Il suo successo internazionale è giunto nel 2016, con la vittoria al Die Große Entscheidungsshow, che le ha garantito la possibilità di rappresentare la Svizzera all'Eurovision Song Contest 2016 a Stoccolma cantando The Last of Our Kind. Il singolo anticipa l'album Beatitudes, uscito il 4 novembre 2016. Rykka si è esibita nella seconda semifinale dell'Eurovision, svoltasi a Stoccolma il 12 maggio 2016, senza qualificarsi per la finale del 14 maggio.

## Vita privata
Rykka vive a Zurigo, in Svizzera, e nella sua città natale Vancouver, in Canada. Per la sua musica dice di essere influenzata da artisti come gli Heart, Blondie, Madonna, Björk, Cyndi Lauper, Kate Bush e Pat Benatar. Rykka ha origini svizzere da parte di suo nonno.

## Discografia
- 2010 - Straight Line
- 2012 - Kodiak
- 2016 - Beatitudes